# Макмел-Атир, Нава
На́ва Ма́кмел-Ати́р (ивр. נאוה מקמל-עתיר‎, англ. Nava Macmel-Atir, 27 августа, 1964, Рамат-Ган, Израиль) — известная израильская писательница и драматург. Среди её произведений — литературные бестселлеры «Драгоценность Ади» (ивр. העדי של עדי‎) и «Знак от Авешалома», принесшие автору популярность и многочисленные награды.

## Биография
Нава Макмел-Атир родилась в Рамат-Гане (Израиль) в 1964 году. Её карьера началась в двадцатилетнем возрасте, когда она опубликовала свои первые стихотворения в детской рубрике Едиот Ахронот, самой популярной газеты Израиля. В 1990 году она написала стихотворение «Возвращение Михи» (ивр. מיכה שוב‎), посвящённое Михе Граниту, погибшему во время Войны Судного дня. Это поэтическое произведение стало темой для интервью Иегуде Атласу, журналисту, который рассказал о Наве Макмел-Атир в номере еженедельной газеты 7 дней (ивр. שבעה ימים‎), вышедшем в Йом Ха-Зикарон (День памяти солдат, павших в войнах Израиля, и жертв терроризма).
В 2000 году Макмел-Атир опубликовала свою первую книгу, «Айелет водолаз» (ивр. איילת צוללת‎). Одна из её наиболее значительных работ, повесть «Драгоценность Ади» (ивр. העדי של עדי‎), основана на реальной истории мальчика, пережившего Холокост. Книга была удостоена престижной награды — «Премии им. Зеэва Жаботинского за достижения в области литературы и науки» и заняла третье место в конкурсе «Национальные детские книги», учреждённом Министерством образования и Ассоциацией книгоиздателей Израиля.
Её книга «Король горы» (ивр. מלך ההר‎), опубликованная в 2004 году в ознаменование 100-летней годовщины со дня смерти Теодора Герцля, также основана на невыдуманной истории одноклассника Навы Макмел-Атир, который погиб во время крушения вертолёта. Впоследствии на основе этого сюжета была написана пьеса.
В 2005 году «Премии им. Зеэва Жаботинского» была удостоена ещё одна книга Макмел-Атир — «Право прохода» (ивр. מבחן קבלה‎). Её книги «Драгоценность Ади», «Последний срок» (ивр. האיחור האחרון‎), «Король горы» и «Право прохода» получили признание на Конкурсе национальной детской книги, учреждённом Министерством образования Израиля, и были адаптированы в театральных постановках.
До 2005 года, на протяжении более десяти лет, Нава Макмел-Атир работала преподавателем литературы в одной из школ Рамат-Гана. В настоящее время она является организатором и ведущей молодёжных литературных семинаров в тель-авивской библиотеке «Бейт Ариела».
В 2006 году была опубликована её книга «Девушка на соседнем балконе» (ивр. הנערה במרפסת ממול‎), впоследствии адаптированная в пьесу, в которой одну из ролей сыграла сама автор.
Первый роман для взрослых, «Знак от Авешалома» (ивр.  אות מאבשלום‎), увидевший свет в 2009 году в издательстве Yediot Books, стал настоящим бестселлером. По прошествии трёх месяцев со дня издания он был включён в «Золотую книгу» с правом продажи 20 000 экземпляров. Через полгода после первой публикации Ассоциацией книгоиздателей Израиля произведение было удостоено титула «Платиновой книги» с правом продажи 40 000 экземпляров. В 2010 году по версии журнала Lady Globes Нава Макмел-Атир признана одной из 50 самых знаменитых женщин. С июня 2015 года «Знак от Авешалома» является «Бриллиантовой книгой» с правом продажи 100 000 экземпляров.

## Произведения

### Книги для взрослых
- «Знак от Авешалома» (ивр.  אות מאבשלום‎) — ISBN 978-965-482-889-5
- «Девушка на соседнем балконе» (ивр. הנערה במרפסת ממול‎) — ISBN 978-965-482-356-2

### Книги для детей
- Сюрпризы стучатся в дверь (ивр. הפתעות דופקות בדלת‎) — OCLC 457112669
- Шоколадные кубики (ивр. קוביות של שוקולד‎) — ISBN 978-965-545-628-8
- Ясность (ивр. שקופה‎) — ISBN 978-965-545-358-4
- Драгоценность Ади (ивр. העדי של עדי‎) — ISBN 978-965-448-750-4
- Король горы (ивр. מלך ההר‎) — ISBN 978-965-511-680-9
- Последний срок (ивр. האיחור האחרון‎) — ISBN 978-965-511-169-9
- Цезарь района (ивр. קיסר השכונה‎) — ISBN 978-965-545-785-8
- Точка зрения (ивр. נקודה למחשבה‎) — ISBN 978-965-482-951-9
- Серия «Тысяча тысяч» (ивр. סדרת קוראים אלף אלף‎)
- Жизнь горошины (ивр. גילגולו של אפון‎) — OCLC 754763638
- Айелет водолаз (ивр. איילת צוללת‎) — OCLC 745221006
- Друзья из левого ящика (ивр. החברים מהמגרה השמאלית‎) — OCLC 233196101
- Всё началось с пуговицы (ивр. הכל התחיל מכפתור‎) — ISBN 978-965-448-675-0
- Дом на окраине города (ивр. הבית שקצה העיר‎) — OCLC 152688801
- Творчество среди ночи (ивр. יצור באמצע הלילה‎) — OCLC 745324144
- Нет принцев на пиру (ивр. אין נסיכים בשעת הסעודה‎) — OCLC 61660678
- Братья не допускаются (ивр. אסור להביא אחים‎) — OCLC 233360672
- Мальчик, который стоял у окна (ивр. הילד שעמד בחלון‎) — OCLC 39680329
- Право прохода (ивр. מבחן קבלה‎) — ISBN 978-965-511-684-7